# 亚历山大·肖洛霍夫
亚历山大·米哈伊洛维奇·肖洛霍夫（羅馬化：Aleksandr Mikhaylovich Sholokhov；1962年1月25日—）是俄罗斯政治人物和生物学家，第七届、第八届国家杜马议员。2001至2016年，他成为国立肖洛霍夫博物馆保护区馆长。
他是米哈伊尔·亚历山德罗维奇·肖洛霍夫的孙子和米哈伊尔·米哈伊洛维奇·肖洛霍夫的儿子。
1984年毕业于罗斯托夫国立大学生物与土壤学院，后留校任讲师。他还曾就读于莫斯科国立大学研究生院，并获得生物学副博士学位（1989年）。
2003年至2008年，他担任罗斯托夫州立法议会代表。2016年9月18日，他当选第七届国家杜马代表。他是统一俄罗斯党成员和国家杜马文化委员会副主席。